# Explosion de la poudrerie de Grenelle
L’explosion de la poudrerie de Grenelle est une catastrophe industrielle française survenue le 14 fructidor an II (le 31 août 1794) à Paris dans le château de Grenelle, alors converti en poudrerie. 
Cet évènement est considéré comme le « premier grand accident industriel » survenu en France. 

## Historique

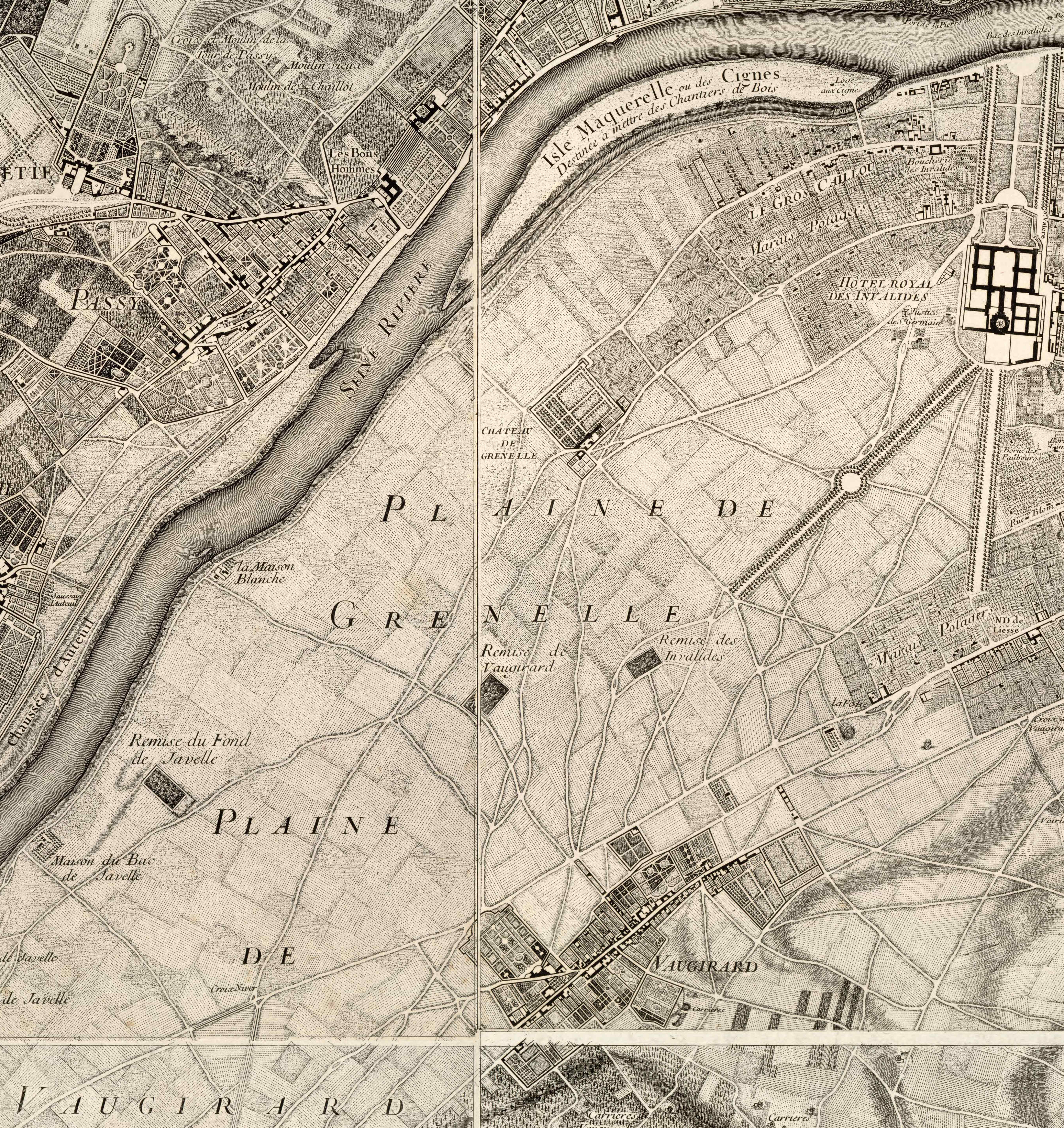
Plaine de Grenelle dans les années 1730, avec le château au centre.

Le 10 pluviôse an II (le 29 janvier 1794), le Comité de Salut public arrête que le château de Grenelle et que le château des Ternes sont réquisitionnés, « requis pour l'établissement provisoire de deux grandes fabrications révolutionnaires de poudre à Paris ». 
Le château de Grenelle se trouve alors au nord de la plaine de Grenelle dans l'enceinte du mur des Fermiers généraux, sur l'actuelle place Dupleix dans le 15e arrondissement.  
Par mesure de sécurité, les bâtiments situés aux alentours sont détruits après expropriation des propriétaires. C'est à l'époque l'une des plus grandes poudreries au monde, avec celle d'Ichhapur en Inde (devenue Rifle Factory Ishapore (en)).
Ainsi, deux mille ouvriers fabriquent de la poudre noire dans cette poudrerie, un atelier de munitions, lorsque le 14 fructidor an II (31 août 1794), à 7 h 15, entre 30 et 150 tonnes de poudre du magasin d'entreposage, la poudrière, explosent.
Trois fortes détonations sont entendues, avec une immense colonne de fumée visible de tout Paris, qui provoquent près d'un millier de morts parmi les ouvriers, les employés et la population voisine, les alentours subissant des dommages considérables, comme la destruction du couvent des Visitandines de Chaillot, abandonné depuis le début de la Révolution.
Ce nombre de mille morts est avancé par Chaptal lui-même, alors directeur de l'Agence révolutionnaire des poudres. On parle même de 1 500 morts à l'étranger pour nuire à la France. Cependant, en s'appuyant sur l'étude des dossiers d'indemnisation, qui ne relèvent officiellement que 536 morts, on peut estimer le nombre de victimes à 1 360 (dont moins de la moitié de morts).
Le souffle de l'explosion provoque la destruction de nombreuses vitres, et anéantit un grand nombre de vitraux d'églises dans la capitale : presque toutes les églises de Paris sont affectées, y compris sur la rive droite. Jacques Hillairet rapporte que le grand orgue de l'église Saint-Germain-l'Auxerrois est endommagé et que l'explosion est entendue par Marie-Thérèse de France, détenue à la prison du Temple.
À la suite de cette catastrophe, la prise de conscience des risques induits par les activités de nature industrielle contribue au fondement de la réglementation française sur les établissements dangereux par le décret impérial de 1810,.
Selon l'universitaire Thomas Le Roux, il s'agit « de l'accident industriel le plus meurtrier de l'histoire de France (Courrières mis à part) et sans aucun doute son premier véritable accident technologique »,.

Commémoration de la catastrophe sur la place Dupleix
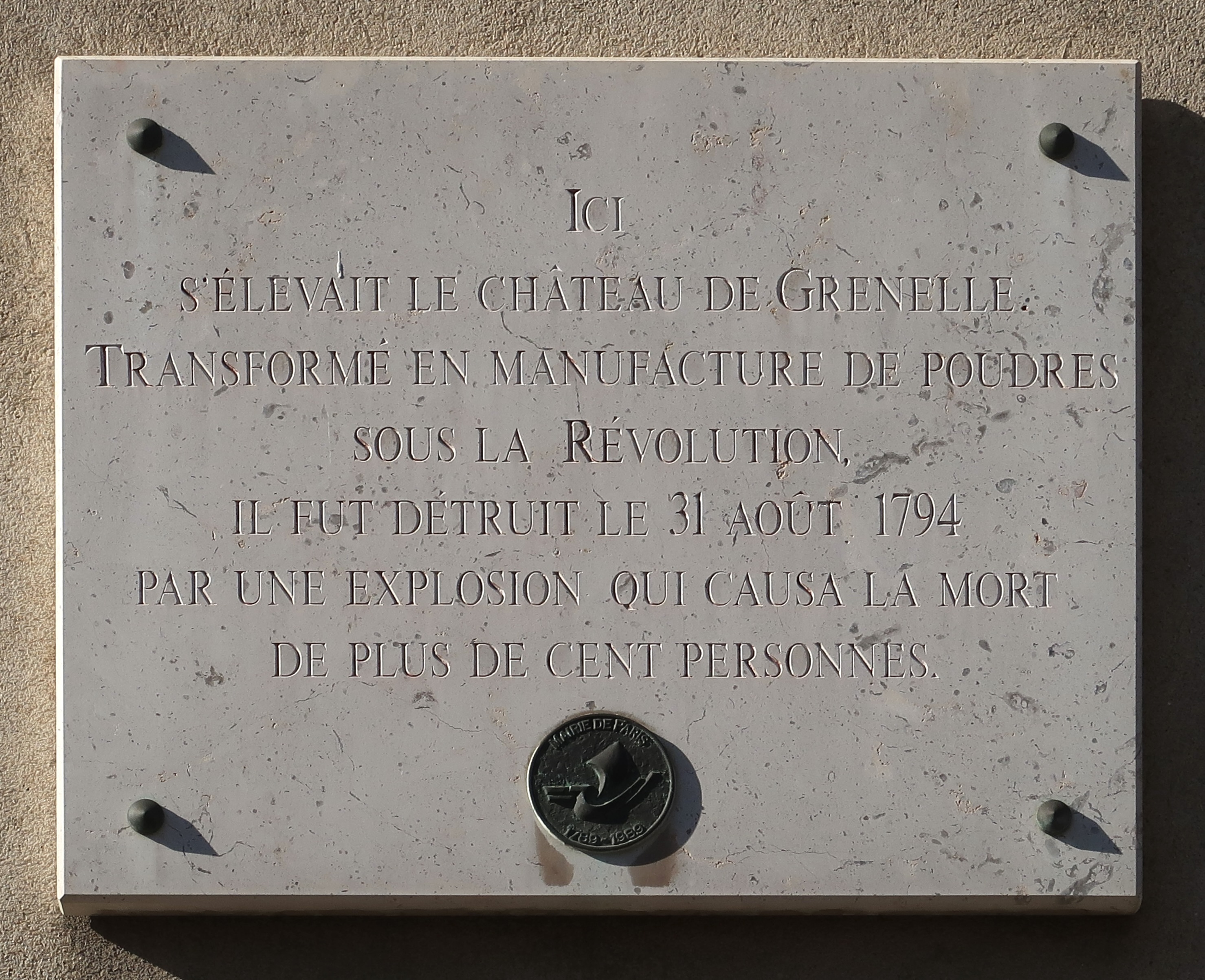
No 18 : plaque posée en 1989, lors du bicentenaire de la Révolution.
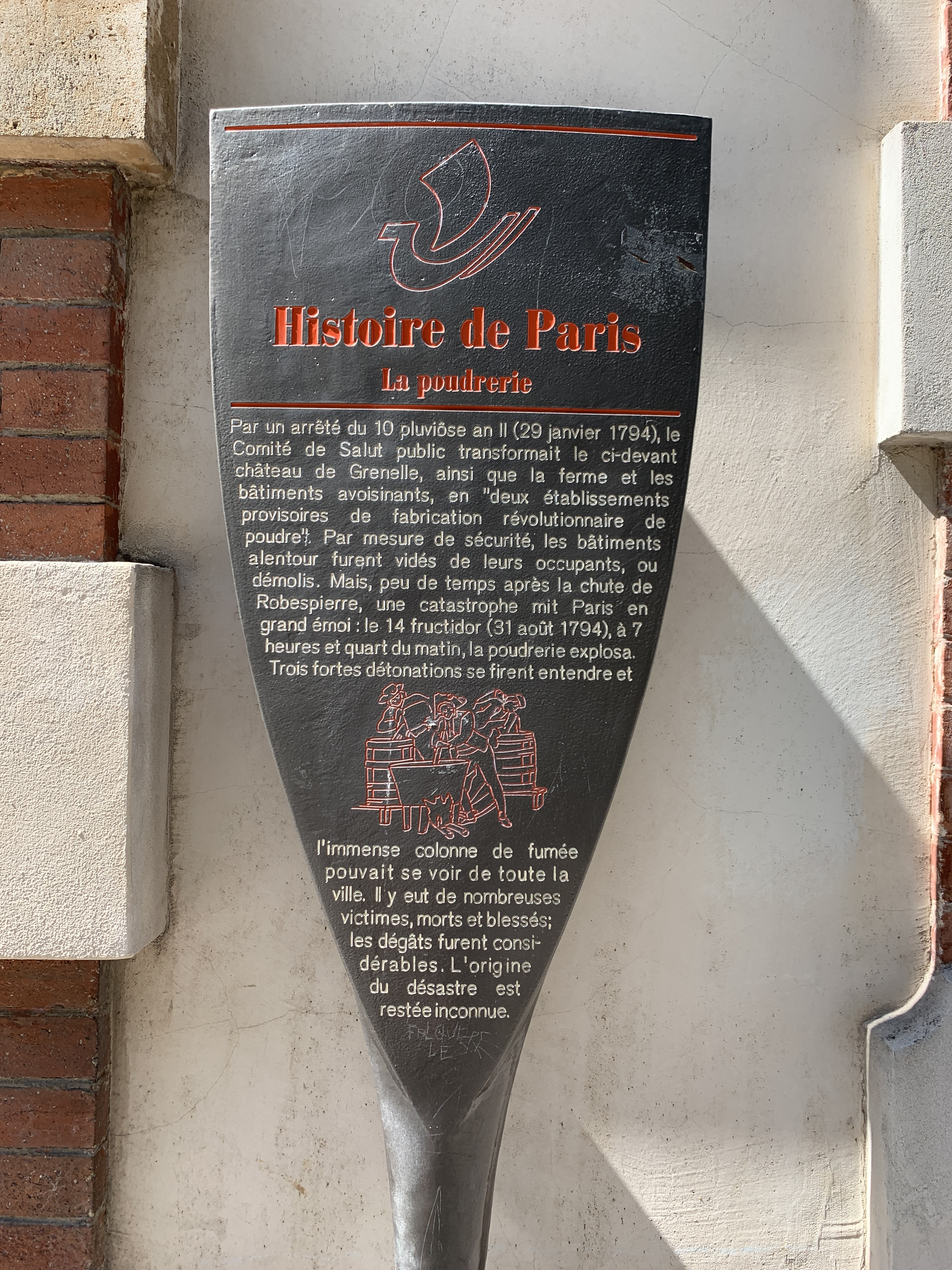
No 16 : panneau Histoire de Paris.